# 泗城州
泗城州，中国古代的州。
北宋皇祐（1049年—1054年）年间，平侬智高置泗城州。治所在今广西壮族自治区凌云县西南，明朝移治今凌云县城，直隶广西承宣布政使司。清朝顺治（1644年—1661年）初年，升为泗城土府。顺治十五年（1658年）升为泗城府，不久又改泗城军民府，雍正年间恢复泗城府，改土归流，设流官。乾隆初年，增设凌云县。相当于现在广西壮族自治区西部布柳河、澄碧水流域以西地区。民国二年（1913年），废泗城府入凌云县。